# Valerio Held
Valerio Held (Venezia, 8 agosto 1958) è un fumettista italiano.
Collabora ininterrottamente alle pubblicazioni Disney, iniziando con Mondadori nel 1986.

## Biografia
Held inizia la sua carriera di fumettista lavorando per la rivista Fix und Foxi della Erich Pabel di Monaco nel periodo 1984-1985. Nel 1986 inizia la sua collaborazione con la Mondadori sulla testata Topolino e successivamente sulla testata Paperinik. Insieme a  Bruno Concina ha creato nel 1999 la famiglia Duckis.